# 伊澤平馬
伊澤 平馬（いさわ / いざわ へいま、1887年（明治20年）5月10日 - 1940年（昭和15年）4月1日）は、明治から昭和期の実業家、政治家。貴族院多額納税者議員。

## 経歴
宮城県仙台区（現仙台市）で実業家・伊澤平左衛門の三男として生まれる。1907年（明治40年）宮城県立仙台第二中学校（現宮城県仙台第二高等学校）を卒業。また、醸造試験所（現酒類総合研究所）講習所を修了した。
1907年以降、家業の酒造業に従事。また、仙台平機業社長、仙台染織製綿社長、東北貯蓄銀行取締役、七十七銀行取締役、宮城銀行取締役、仙台瓦斯取締役、仙北鉄道取締役、宮城電気鉄道取締役などを務めた。その他、宮城県連合保護会理事、吉田高等女学校（現聖和学園高等学校）理事長、第二中学校奨学会監事、日本赤十字社宮城県支部商議員、仙台市社会事業協会委員、仙台育英会評議員、仙台市政振興会委員、警防団長なども務めた。
1939年（昭和14年）宮城県多額納税者として貴族院議員に互選され、同年9月29日に就任し、研究会に所属して死去するまで在任した。